# MOA-2007-BLG-400L
MOA-2007-BLG-400L – gwiazda położona w gwiazdozbiorze Strzelca ok. 5800+600−800 parseków od Słońca. Najprawdopodobniej jest to czerwony karzeł o masie ok. 0,30+0,19−0,12 M⊙.
We wrześniu 2008 ogłoszono odkrycie planety MOA-2007-BLG-400Lb w tym układzie.